# Jornada
Jornada (spanska, egentligen något, som räcker en dag, dagsresa) är en akt i det äldre spanska dramat. 
Ordets betydelse inom dramatiken tillskrivs Bartolomé Torres Naharro, som använde detta uttryck i sin lyriskdramatiska samling Propaladia (1517).  